# Linnaemya propleuralis
Linnaemya propleuralis är en tvåvingeart som beskrevs av Fritz Isidore van Emden 1960. Linnaemya propleuralis ingår i släktet Linnaemya och familjen parasitflugor.
Artens utbredningsområde är Kenya. Inga underarter finns listade i Catalogue of Life.